# Sarah Smith (femme politique)
Pour les articles homonymes, voir Sarah Smith.
Sarah Smith est une femme politique britannique. Membre du Parti travailliste, elle est élue en 2024 députée de la circonscription de Hyndburn. 

## Biographie
Sarah Smith est élue en 2024 députée de la circonscription de Hyndburn,. Elle est membre du Parti travailliste.
Selon LabourList, elle est candidate dans une circonscription clé à l'échelle nationale.
Au moment de son élection, elle est mère d'un fils de quatre mois, ce qui « a ajouté un peu de logistique » à sa carrière politique.